# Національний парк Кунделунгу
Національний парк Кунделунгу ( фр . Parc national de Kundelungu ) — національний парк Демократичної Республіки Конго, розташований у провінції Верхня Катанга. Парк має площу близько 7,600 км². Парк був створений у 1970 році.
У січні 2023 року збройні сили Демократичної Республіки Конго розпочали операцію проти повстанців Маі Май Ката Катанга, які переховуються в національних парках Упемба та Кунделунгу, щоб витіснити бойовиків, які перешкоджають розвитку парку та чинять терор місцевого населення.

## Географія
Головна туристична пам'ятка — водоспад Лофой, висотою 340 метрів, який є одним із найвищих у Центральній Африці. Парк внесено до II категорії МСОП.

## Навколишнє середовище
Екосистема в основному складається з трав’янистої савани, усіяної лісовими галереями, характерними для Катанги. Фауна парку включає антилоп, шакалів, дикобразів, бородавочників, змій, мавп, буйволів, бегемотів. Парк був визначений BirdLife International як важлива орнітологічна територія (IBA), оскільки він підтримує значні популяції багатьох видів птахів. 